# Schloss Röthelstein
Schloss Röthelstein är ett slott i Österrike.   Det ligger i distriktet Liezen och förbundslandet Steiermark, i den centrala delen av landet, 160 km sydväst om huvudstaden Wien. Schloss Röthelstein ligger 866 meter över havet.
Terrängen runt Schloss Röthelstein är bergig norrut, men söderut är den kuperad. Närmaste större samhälle är Rottenmann, 9,3 km sydväst om Schloss Röthelstein. 
I omgivningarna runt Schloss Röthelstein växer i huvudsak blandskog. Runt Schloss Röthelstein är det ganska glesbefolkat, med 25 invånare per kvadratkilometer.